# Allmän uppenbarelse
Inom kristendomen innebär allmän uppenbarelse att Gud har uppenbarat sig i naturen. Det bekräftas även av de goda gåvor som Gud ger till alla människor och att alla känner till i alla fall delar av hans heliga lag.
Det heter "Allmän" på grund av att alla människor får del av den genom att leva i Guds skapelse.

## Läsning i Bibeln
- Ps 19:2
- Rom 1:19-21
- Rom 1:32
- Rom 2:14-15